# Пиккуйоулу
Пиккуйоулу (фин. pikkujoulu или pikkujoulut, букв. «маленькое рождество») — традиционный, не приуроченный к конкретной дате финский праздник, проводящийся в преддверии Рождества в кругу коллег, однокурсников, сослуживцев, друзей. Обычно это весёлая вечеринка, проходящая в дружеской неформальной атмосфере и в этом смысле достаточно чётко противопоставленная собственно Рождеству, отмечаемому в Финляндии в очень узком семейном кругу в форме мирной семейной трапезы с посещением церкви, кладбища и сауны. Пиккуйоулу обычно проводится не в домашней обстановке, а на рабочем месте, в ресторане или кафе, поэтому в предрождественский период в пятницу и субботу может быть трудно найти место в заведениях общественного питания. В последние десятилетия пиккуйоулу активно используется руководством компаний и организаций для поддержания корпоративного духа и повышения лояльности сотрудников.

## Описание
Пиккуйолу отличается от Рождества своим свободным и менее религиозным характером, однако праздничное меню часто включает традиционные рождественские блюда (рисовую кашу с фруктами, рождественские запеканки из моркови, брюквы и т. д.). Во время этой предрождественской вечеринки участники обычно позволяют себе выпить гораздо больше алкоголя, чем в Рождество, что, по данным полиции, приводит к заметному росту правонарушений.
Основным напитком обычно является скандинавский вариант глинтвейна — глёг, изготовляемый из красного вина с фруктовым или ягодным соком и пряностями и подаваемый со смесью сухофруктов и орехов в специальных стаканах (крепость от 10 до 22 градусов). Обычно пиккуйоулу предполагает какую-то шуточную программу (совместное распевание веселых песен на финском и шведском языках, хоры крикунов, шуточные танцы и конкурсы, юмористические речи, шутливое караоке, выборы шутовского короля фирмы или подразделения и проч.) и раздачу маленьких подарков от лица Йоулупукки.

## История
Исторически пиккуйоулу связан с началом периода ожидания Рождества — Адвента. Эта традиция перекочевала в Финляндию из Германии и Швеции, где возникла в начале XIX века. Собственно финская традиция отмечать «маленькое рождество» зародилась в студенческой среде Хельсинки в период после Первой мировой войны и к 1930-м годам вышла за пределы студенческих союзов и распространилась по всей Финляндии.